# Smekmånad med mamma
Smekmånad med mamma (franska: Lune de miel avec ma mère) är en fransk komedifilm som hade premiär på Netflix den 12 februari 2025. Filmen är regisserad av Nicolas Cuche som även skrivit filmens manus tillsammans med Laure Hennequart och Laurent Turner. Filmen är en nyinspelning av den spanska filmen Smekmånaden med mamma från 2022.

## Handling
När en ung man, Lucas, blir lämnad vid altaret av till sin tilltänkta, Elodie, har han inget annat val än att åka på smekmånad tillsammans med sin mamma Lily.

## Rollista (i urval)
- Julien Frison – Lucas
- Michèle Laroque – Lily
- Kad Merad – Michel
- Rossy de Palma – Gloria
- Jake Francois – Ryan
- Margot Bancilhon – Maya
- Gilbert Melki – Peter